# Mont Tate (Nouvelle-Galles du Sud)
Pour l’article homonyme, voir Mont Tate.
Le mont Tate est une montagne culminant à 2 068 m d'altitude dans la chaîne principale des Snowy Mountains en Nouvelle-Galles du Sud à 3,3 km au nord-est de Guthega. Il possède deux crêtes, au nord et au sud, paradoxalement nommées Tate West Ridge et Tate East Ridge selon le versant de la Cordillère australienne où ils se trouvent. Il offre des vues spectaculaires le long de la chaîne principale vers le mont Twynam et dans la vallée de la rivière Geehi.